# Bleke zwameter
De bleke zwameter (Hypomyces lateritius) is een schimmel in de familie Hypocreaceae. Hij komt voor op de lamellen van melkzwammen en russula's, vooral de saffraanpaddenstoelen. De vruchtlichamen van de gastheren worden vervormd, hard en zijn oneetbaar. Dit in tegenstelling tot Hypomyces lactifluorum, die in Mexico en de VS als marktschimmel wordt gewaardeerd.

## Kenmerken

### Uiterlijke kenmerken
De schimmel bedekt de vruchtlichamen van de stimuluskern met een harde coating, het zogenaamde subiculum, en kleurt ze roodbruin tot oker. Het subiculum kleurt niet met KOH. Na 10-14 dagen produceert Hypomyces lateritius perithecium vruchtlichamen. De perithecia zijn volledig ondergedompeld in het mycelium  en alleen hun opening steekt uit. Ze zien eruit als zwarte punten. Ze zijn 300 tot 470 µm hoog en 170 tot 360 µm breed. Ze ontwikkelen spoelvormige, eencellige, aan beide uiteinden voorzien van een scherpe snavel, kleurloze en eencellige sporen met afmetingen van 18-24 × 4-5 µm. Naast dergelijke sporen van normale grootte worden gigantische sporen van verschillende lengtes gevormd, de grootste tot 111 µm. Sporen worden geproduceerd in zeer grote zakken. De secundaire vruchtvorm is buiten te vinden op gemummificeerde vruchtlichamen en vormt een wit donzig mycelium tussen de lamellen van de gastheer.

### Microscopische kenmerken
De buizen, verdikt aan de top, zijn gemiddeld 90-150 × 4-8 µm groot. De spoelvormige ascosporen meten (15)21-27(-30) × (3-)4-5,5(-6) µm, zijn niet gescheiden en hebben een fijn wrattig oppervlak.
In kweek vormt de schimmel langzaam groeiende kolonies op moutextract-agar die in een week 5 tot 7 mm kan groeien en bestaan uit een donzig, geurloos mycelium en slechts een dun luchtmycelium. Er worden geen dikwandige cellen gevormd.

## Verspreiding
De bleke zwameter wordt verondersteld overal te worden gevonden waar zijn melkzwammen worden gevonden, in heel Noord-Amerika, van Alaska tot centraal Mexico. In Europa komt hij voor van Frankrijk tot Oekraïne. In Azië tot Kazachstan, Kirgizië en West-Siberië. Hij is ook waargenomen in Nieuw-Zeeland.
In Nederland komt de bleke zwameter zeer zeldzaam voor. Hij staat op de rode Lijst in de categorie 'Gevoelig'.